# 登亀駅
登亀駅（トゥングえき）は、大韓民国釜山広域市江西区にある釜山-金海軽電鉄の駅である。駅番号は6。

## 駅構造
相対式ホーム2面2線を有する高架駅で、フルスクリーンタイプのホームドアが設置されている。
大渚寄りに非常用の渡り線がある。

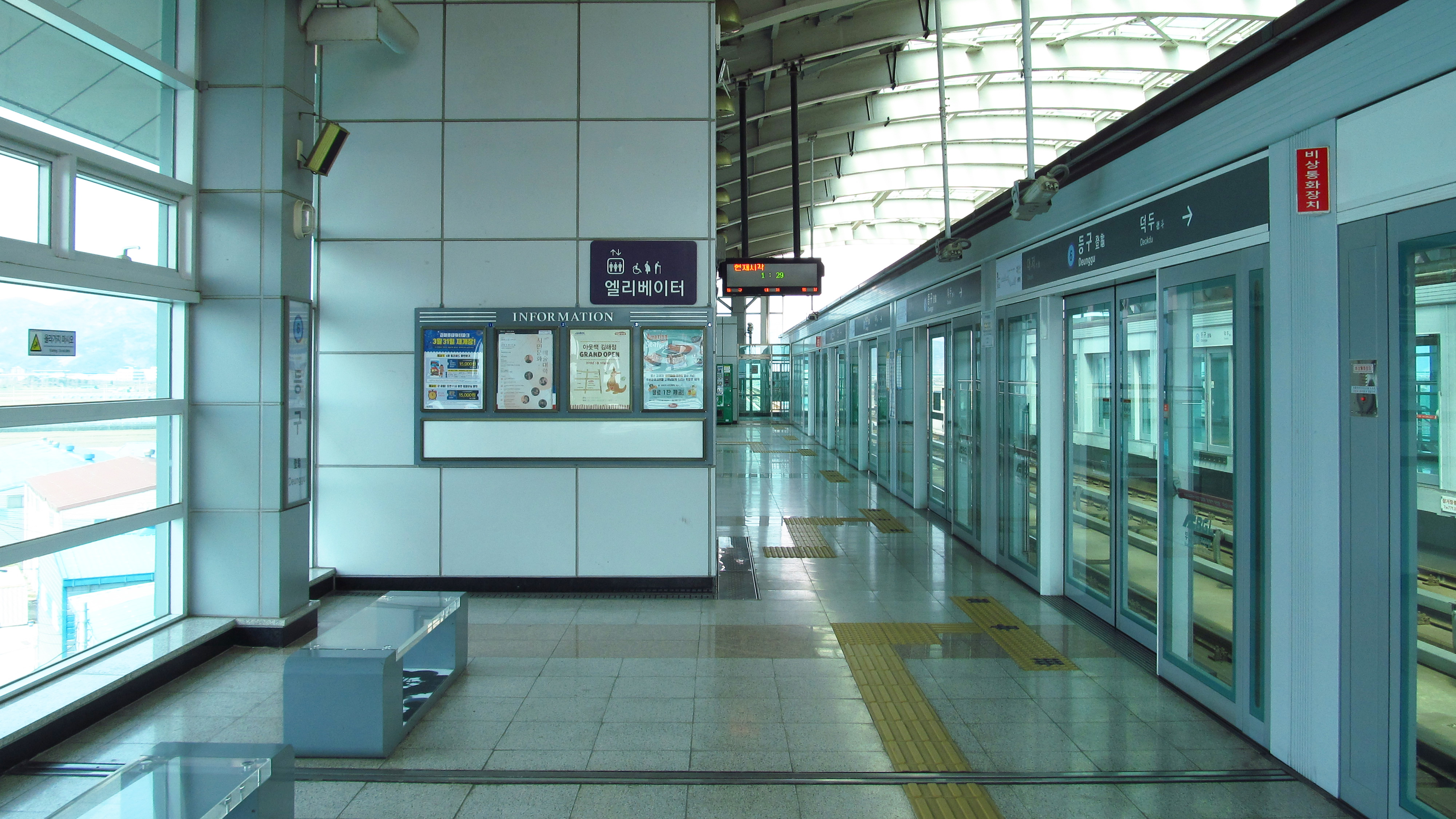
上りホーム（2018年3月）
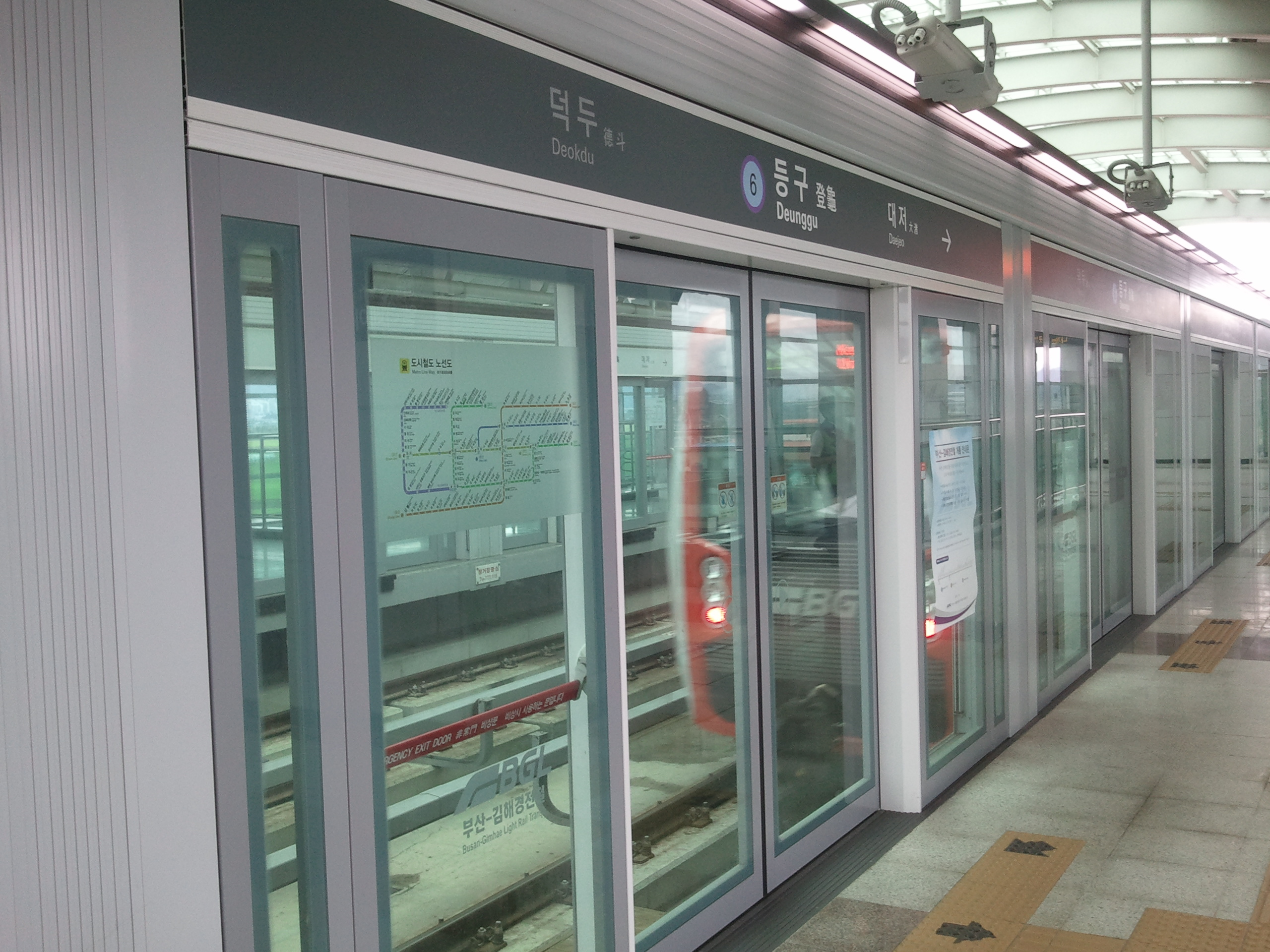
ホームドア

### のりば
| 上り | ●釜山-金海軽電鉄 | 沙上方面   |
| 下り | ●釜山-金海軽電鉄 | 加耶大方面 |

## 歴史
- 2011年9月9日 - 開業。

## 駅周辺
- 江西多目的運動場
- 洛東江

## 隣の駅
釜山-金海軽電鉄
●釜山-金海軽電鉄
徳斗駅（5） - 徳斗駅（6） - 大渚駅（7）